# Rivière Blue Sea
Rivière Blue Sea är ett vattendrag i Kanada.   Det ligger i provinsen Québec, i den sydöstra delen av landet, 80 km norr om huvudstaden Ottawa.
I omgivningarna runt Rivière Blue Sea växer i huvudsak blandskog. Runt Rivière Blue Sea är det glesbefolkat, med 8 invånare per kvadratkilometer.